# Дарковце
Дарковце је насеље у Србији у општини Црна Трава у Јабланичком округу. Према попису из 2022. било је 69 становника.
Дарковце се састоји од већег броја махала (засеока). Централна махала се зове Селиште и сматра се за центар села. Раније, пре масовног исељавања становништва, Дарковце је било највеће црнотравско село.
Дарковце се налази са обе стране брзе планинске Дарковачке реке. Омеђује га река Власина и Градско-Каланска (око 536 м), село Градска и Плана (1719 м).
Засеоци (махале) села Дарковце су:
- Ристини (8 кућа или домаћинстава)
- Бојишини (10 к)
- Дукат (5 к)
- Куртини (20 к)
- Шегенови (20 к)
- Ржењаци (21 к)
- Антунови (20 к)
- Антунове Колибе (7 к)
- Антунова Крушчица (20 к)
- Дебели Дел (6 к)
- Златанови (10 к)
- Павлови (13 к)
- Милчини (5 к)
- Мишини (15 к)
- Кошарци (23 к)
- Терзини - Тезијини (21 к)
- Џокини – Џокинци (6 к)
- Петкови (8 к)
- Ливађе (30 к)
- Рид (4 к)

## Демографија
У насељу Дарковце живи 201 пунолетни становник, а просечна старост становништва износи 60,0 година (56,4 код мушкараца и 63,3 код жена). У насељу има 104 домаћинства, а просечан број чланова по домаћинству је 1,97.
Ово насеље је великим делом насељено Србима (према попису из 2002. године), а у последња три пописа, примећен је пад у броју становника.
|  |

| Демографија | Демографија | Демографија |
| Година      | Становника  | Становника  |
| ----------- | ----------- | ----------- |
| 1948.       | 1.501       |             |
| 1953.       | 1.428       |             |
| 1961.       | 1.507       |             |
| 1971.       | 1.379       |             |
| 1981.       | 922         |             |
| 1991.       | 455         | 451         |
| 2002.       | 205         | 212         |
| 2011.       | 94          |             |
| 2022.       | 69          |             |

| Етнички састав према попису из 2002.‍ | Етнички састав према попису из 2002.‍ | Етнички састав према попису из 2002.‍ | Етнички састав према попису из 2002.‍ | Етнички састав према попису из 2002.‍ |
| ------------------------------------ | ------------------------------------ | ------------------------------------ | ------------------------------------ | ------------------------------------ |
|                                      |                                      |                                      |                                      |                                      |
| Срби                                 | Срби                                 |                                      | 204                                  | 99,51%                               |

| Година пописа     | 1948. | 1953. | 1961. | 1971. | 1981. | 1991. | 2002. |
| ----------------- | ----- | ----- | ----- | ----- | ----- | ----- | ----- |
| Број домаћинстава | 246   | 238   | 276   | 300   | 241   | 180   | 104   |

| Број чланова      | 1  | 2  | 3 | 4 | 5 | 6 | 7 | 8 | 9 | 10 и више | Просек |
| ----------------- | -- | -- | - | - | - | - | - | - | - | --------- | ------ |
| Број домаћинстава | 33 | 54 | 8 | 6 | 2 | 1 | 0 | 0 | 0 | 0         | 1,97   |

| Пол    | Укупно | Неожењен/Неудата | Ожењен/Удата | Удовац/Удовица | Разведен/Разведена | Непознато |
| ------ | ------ | ---------------- | ------------ | -------------- | ------------------ | --------- |
| Мушки  | 97     | 24               | 63           | 8              | 2                  | 0         |
| Женски | 104    | 8                | 64           | 32             | 0                  | 0         |
| УКУПНО | 201    | 32               | 127          | 40             | 2                  | 0         |

| Пол    | Укупно                    | Пољопривреда, лов и шумарство | Рибарство                            | Вађење руде и камена | Прерађивачка индустрија       |
| ------ | ------------------------- | ----------------------------- | ------------------------------------ | -------------------- | ----------------------------- |
| Мушки  | 30                        | 7                             | 0                                    | 0                    | 1                             |
| Женски | 7                         | 5                             | 0                                    | 0                    | 0                             |
| УКУПНО | 37                        | 12                            | 0                                    | 0                    | 1                             |
| Пол    | Производња и снабдевање   | Грађевинарство                | Трговина                             | Хотели и ресторани   | Саобраћај, складиштење и везе |
| Мушки  | 1                         | 17                            | 2                                    | 0                    | 0                             |
| Женски | 0                         | 0                             | 2                                    | 0                    | 0                             |
| УКУПНО | 1                         | 17                            | 4                                    | 0                    | 0                             |
| Пол    | Финансијско посредовање   | Некретнине                    | Државна управа и одбрана             | Образовање           | Здравствени и социјални рад   |
| Мушки  | 0                         | 0                             | 1                                    | 0                    | 0                             |
| Женски | 0                         | 0                             | 0                                    | 0                    | 0                             |
| УКУПНО | 0                         | 0                             | 1                                    | 0                    | 0                             |
| Пол    | Остале услужне активности | Приватна домаћинства          | Екстериторијалне организације и тела | Непознато            | Непознато                     |
| Мушки  | 0                         | 0                             | 0                                    | 1                    | 1                             |
| Женски | 0                         | 0                             | 0                                    | 0                    | 0                             |
| УКУПНО | 0                         | 0                             | 0                                    | 1                    | 1                             |

## Порекло становништва
Причало се како је некада старо село Дарковце било на окупу на „станицу“ између Средње и Антунове реке. Чак и када је село Дарковце имало 30 кућа нису се делили. Турци су их држали да живе заједно и заједно да раде по мајданима, јер је тако Турцима било лакше су их тако могу држати у покорности на тежак рад у рудницима.